# 1297 dans les croisades
- Mamelouks :           Al-Adil Zayn ad-Dîn Kitbugha al-Mansur, Al-Mansûr Husam ad-Dîn Lajin

Cette page regroupe les évènements concernant les Croisades qui sont survenus en 1297 :
- 23 janvier : mort de Florent de Hainaut, prince de Morée, lors du siège de Saint-Georges, dans les montagnes d'Arcadie[1].